# Rhytidocaulon macrolobum
Rhytidocaulon macrolobum är en oleanderväxtart. Rhytidocaulon macrolobum ingår i släktet Rhytidocaulon och familjen oleanderväxter.

## Underarter
Arten delas in i följande underarter:
- R. m. macrolobum
- R. m. minimum